# Alexandra Michaela Filcová
Alexandra Michaela Filcová (* 5. August 2004 in Bratislava) ist eine slowakische Eiskunstläuferin.

## Karriere
Im Jahr 2008 kam Alexandra Michaela Filcová zum Eiskunstlaufen und startet seitdem für Slovan Bratislava. Nachdem sie in der Saison 2019/20 an den Juniorenweltmeisterschaften 2020 in der estnischen Hauptstadt Tallinn teilnahm und dort den 37. Platz belegte, startete sie in der folgenden Saison erstmals bei den slowakischen Meisterschaften im Erwachsenenbereich. Dabei konnte sie direkt den zweiten Platz belegen und sich den Vizemeistertitel sichern. Nachdem sie auch in der Saison 2021/22 den zweiten Platz bei den slowakischen Meisterschaften belegt hatte, konnte sie sich für die Europameisterschaften 2022 in Tallinn qualifizieren. Nach dem Kurzprogramm belegte sie den 33. Platz und verpasste damit die Qualifikation für die Kür. In der Saison 2022/23 konnte Alexandra Michaela Filcová erstmals slowakische Meisterin werden und qualifizierte sich zudem erneut für die Europameisterschaften. Bei der Austragung im finnischen Espoo belegte sie nach den Kurzprogramm den 25. Platz und verpasste damit knapp die Qualifikation für die Kür.